# Appenrode

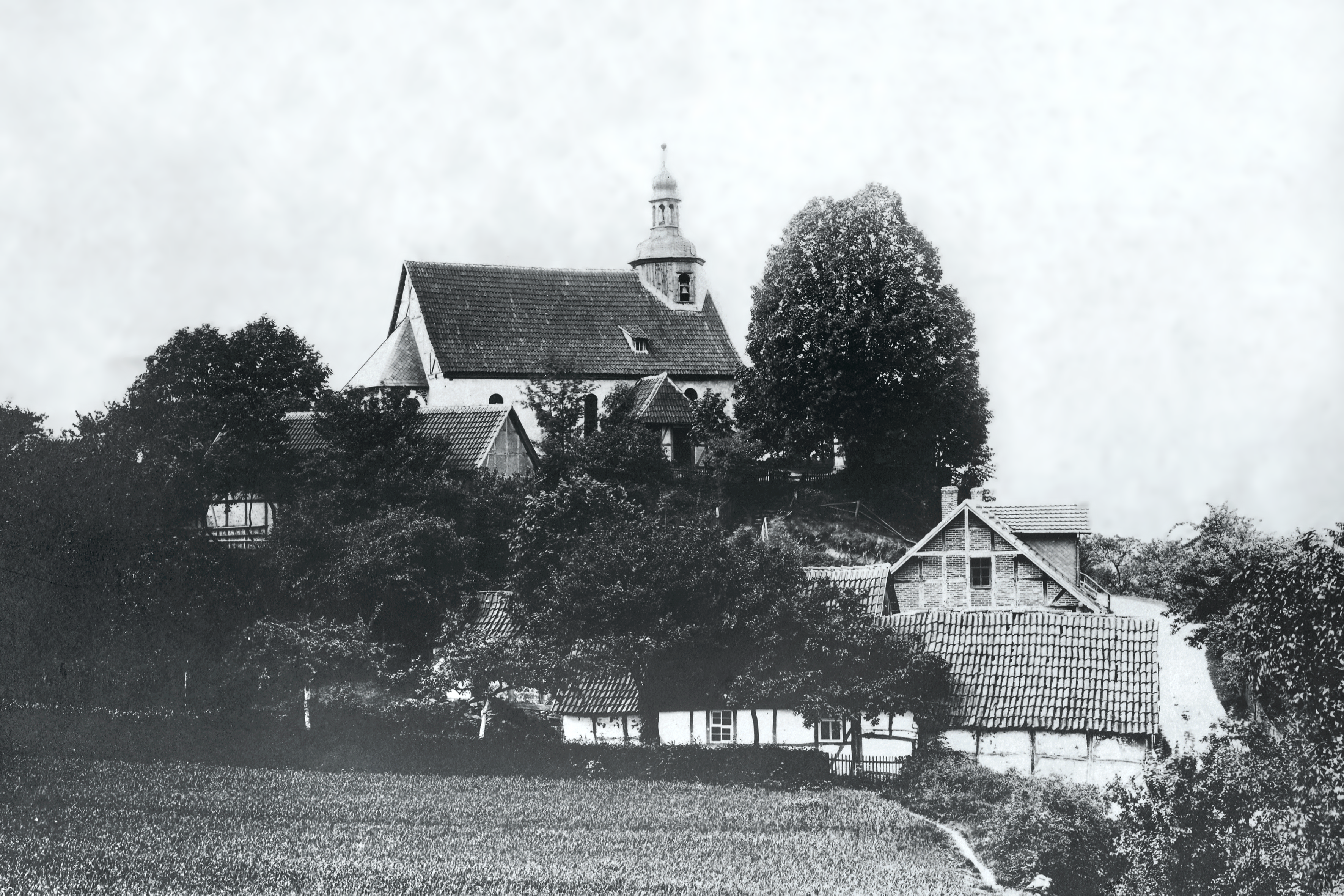
Appenrode mit Kirche (1925)

Appenrode ist ein Ortsteil von Ellrich im Landkreis Nordhausen in Thüringen.

## Geografie
Appenrode liegt im südlichen Vorland des Harzes. Der Ellerbach, ein Zufluss der Zorge, durchfließt die Ortschaft. Die Gemarkung unterliegt auch den Karsterscheinungen des Harzvorlandes. Die landwirtschaftlich genutzten Flächen sind daher meist grundwasserfern.

## Geschichte
1190 wurde der Ortsteil erstmals urkundlich genannt. Nach dieser Zeit war der Ort Bischofferode und Bettlershayn unterstellt. Von Bettlershayn siedelten sich nach dem Fleglerkrieg von 1412 am Haynerberg die Leute an. Das war auch ein Schritt zur neuen Selbstständigkeit. Der landwirtschaftlich geprägte Ort hatte meist um die 450 Einwohner. Sie arbeiteten in der Landwirtschaft, auch in der nahen Kriegsindustrie (während der Zeit des Nationalsozialismus) oder meist im Bergbau als Pendler.

## Ortsbürgermeister
Seit 2014 ist Ingmar Flohr von der FDP Ortsbürgermeister von Appenrode. Er wurde zuletzt bei der Kommunalwahl 2024 mit 99 Prozent der Stimmen im Amt bestätigt.

## Verkehr
Das Dorf ist über die Landesstraße 2073 und Kreisstraßen zu erreichen. Es wird im Schülerverkehr sowie Mittags und Nachmittags etwa stündlich von der Buslinie 24 angefahren. Die nächsten Bahnhöfe befinden sich etwa 2,5 Kilometer südwestlich in Woffleben sowie 3 Kilometer östlich in Niedersachswerfen. 

## Sehenswürdigkeiten

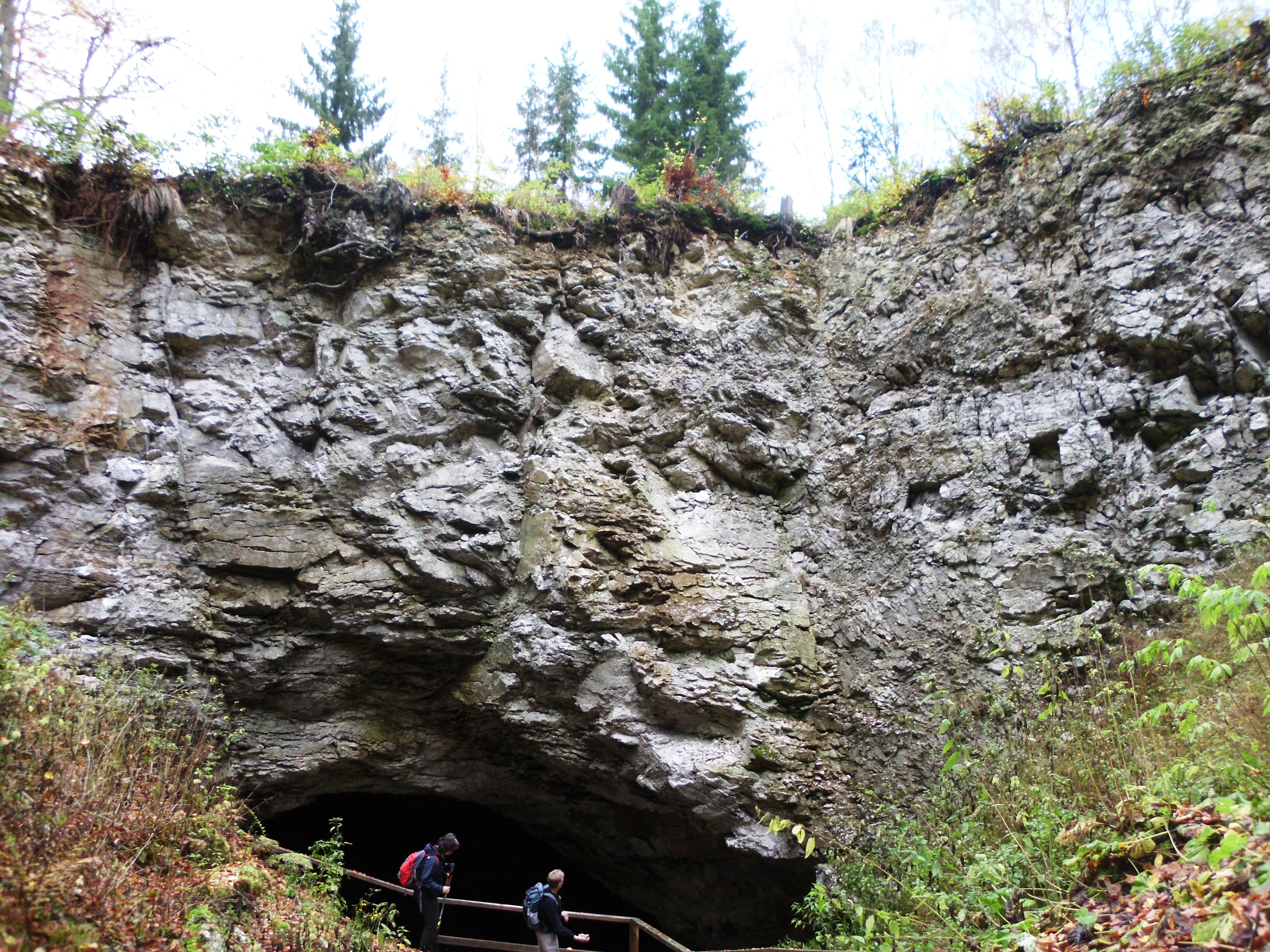
Naturdenkmal Kelle

Bei Appenrode befindet sich eine bereits 1589 beschriebene grottenartige Höhle, das Naturdenkmal Kelle. Die noch immer offen zugängliche Höhle besitzt im Zugangsbereich einen hallenartiger Raum von bis zu 25 Meter Höhe, 16 Meter Breite und noch 20 Meter Resttiefe, vor einem Teileinsturz durch fortdauernde Verwitterung im 19. Jahrhundert war diese Halle 95 Meter tief. Am Grund der Höhle befindet sich ein kleiner Höhlensee, dieser besitzt eine maximale Tiefe von 5 Meter. Die Höhle war schon vor zweihundert Jahren eine bekannte Sehenswürdigkeit und wurde auch von Gottfried August Bürger, Johann Wilhelm Gleim und Christoph August Tiedge aufgesucht.
Eine weitere Sehenswürdigkeit ist die Kirche St. Jakobus.

## Persönlichkeiten
- Justus Ludwig Günther Leopold (1761–1822), Pfarrer in Appenrode und Verfasser zahlreicher Schriften zur Landwirtschaft; Vater von Friedrich Leopold[9]
- Friedrich Leopold (1795–1875), lutherischer Theologe, Konsistorialrat und Generalsuperintendent der Generaldiözese Hoya-Diepholz